# Synergon Informatika Nyrt.
A Synergon Informatika Nyrt. egy magyarországi székhelyű, informatikai rendszerek tervezésével és kivitelezésével foglalkozó vállalat volt. A Budapesti Értéktőzsdére és a londoni SEAQ-kereskedésbe 1999-ben vezették be. Árbevétele 2007-ben közel 17 milliárd forint volt. Piaci kapitalizációja (értéke) majdnem 13 milliárd forint. 2010. október 1-jétől nem szerepel a BUX-kosárban.
2012. októberétől újból a BUX-kosár tagja volt a tőzsdéről való kivezetésig.
A vállalat 2015-ben csődeljárást kért maga ellen, majd 2016-ban végleg kivonult a Budapesti Értéktőzsdéről.

## Története
A Synergon elődje az 1990-ben létrejött Optotrans és a számítástechnikai termékek forgalmazására szintén 1990-ben átnyergelt Rolitron. A két vállalat – nyolcmillió dollárnyi kockázati tőke bevonásával – 1997-ben olvadt össze Synergon néven. Tevékenységét divíziókra bontva végzi. Külföldi leányvállalata a cseh Infinity AS. A Synergon Csoporton belül a Synergon Informatikai Nyrt., a Synergon Rendszerintegrátor Kft., a Synergon Retail Systems Kft. és a Fibex Kft. adja a forgalom kétharmadát. Alkalmazottainak száma kb. 250 fő.
2008-ban az anyavállalat 100%-os tulajdonában lévő SAO-Synergon Kft. neve Synergon Rendszerintegrátor Kft.-re változott.
2009-ben a Synergon Rendszerintegrátor Kft. portfoliója bővült, a szakmai kompetenciák a leányvállalathoz kerültek.
2010-ben a Synergon Csoport közlekedés informatikai megoldásokkal bővítette portfolióját és a területen több projekt kivitelezését kezdte meg, köztük a BKV-Futár-t, mely Európában egyedülálló utastájékoztató rendszer kiépítését eredményezheti.
2011-ben a Synergon Csoport jelentős racionalizálást hajt végre, az új menedzsment megtakarítási programot hirdet, egyúttal a cseh leányvállalata az Infinity a.s. felvásárolja az IT Systems a.s. céget.
2012-ben létrehozza a SynCloud termékét a Synergon Csoport, ebben az évben átadja a győri és a soproni közösségi közlekedési projektjét.
2012 májusában stratégiájával összhangban megalapította 100 százalékos tulajdonú szófiai székhelyű leányvállalatát a Synergon Informatika Nyrt.
A Synergon Invest Bulgaria EOOD néven létrejött társaság elsődleges feladata a cégcsoport meglévő kompetenciáinak széles körű értékesítése, illetve partneri kapcsolatok kiépítése lesz.
A 2012 májusában bejelentett változások részeként a Synergon Informatika Nyrt. 100 százalékos leányvállalatából, a Synergon Rendszerintegrátor Kft.-ből öt önálló jogi személyiségű társaság kiválására került sor. Az így létrejött társaságok a Synergon Informatika Nyrt. 100 százalékos leányvállalatai lesznek. A Synergon Csoport célja, hogy a létrejövő vállalatok, – szakmai kompetencia központok – működésükkel erősítsék a vagyonkezelő holding struktúrát, és egyúttal önálló szerepet vállaljanak a cégcsoport eredményes stratégiájának megvalósításában.
A 2012 májusában bejelentett kiválással létrejött leányvállalatok:
- Synergon Outsource Szolgáltatási Rendszerek Kft. (Synergon Outsource Kft.)
- Synergon Infosource Közlekedésinformatikai Szolgáltatások Kft. (Synergon Infosource Kft.)
- Synergon SoftCon Szoftverfejlesztő és Tanácsadó Kft. (Synergon SoftCon Kft.)
- Synergon Inforend Egészségügyi Megoldások Kft. (Synergon Inforend Kft.)
- Synergon Backoffice Ügyvitelszervezési Szolgáltató Kft. (Synergon Backoffice Kft.)

2012 augusztusában létrehozásra kerül a Synergon InfoCom Kft.
2012 októberében Jutasi Zoltán a Synergon Informatika Nyrt. vezérigazgatója által tulajdonolt NAVIGATOR Investments Zrt. 7,06 százalékos részt szerzett a Synergon Informatika Nyrt.-ben.
2012 novemberében a értékesítésre kerül a cseh leányvállalat az Infinity a.s.
2012 decemberében a SYNERGON Informatika Nyrt. felvásárlás révén meghatározó tulajdont szerez az NK Services(Magyarország) Kft.-ben, a Wiera Csoportban (Wiera Kft. és AccessPoint Kft.), az Infirio Kft.-ben, a GPSCom Kft.-ben, valamint egy – az Adatvilág Kft. által megvalósuló adatközponti fejlesztés helyszínéül szolgáló, közel 500 ezer m2 területű ipari ingatlanban.
2013 januárjában Jutasi Zoltán a Synergon Informatika Nyrt. vezérigazgatója által tulajdonolt NAVIGATOR Investments Zrt. további tulajdoni hányadot szerez a Synergon Informatika Nyrt.-ben, így általa birtokolt részvények száma 1.089.326 darabra, a teljes befolyás mértéke 11,71 százalékra nőtt.
2013 augusztusában a SYNERGON Informatika Nyrt. a NAVIGATOR Informatika Zrt. és annak 100%-os tulajdonú leányvállalatának a Vilati Zrt.-nek a felvásárlására irányuló tranzakció lezáráska került, mely akvizícióval tovább bővítette a Synergon-csoport leányvállalatainak számát.
2013 októberében Jutasi Zoltán lemondott a SYNERGON Informatika Nyrt. Igazgatótanácsi tagságáról, amellyel az Igazgatótanácsban betöltött elnöki pozíciója is megszűnt. Az Igazgatótanács elnökévé Gansperger Gyulát a Morando Kockázati Tőkealap-kezelő Zrt. vezérigazgatóját választotta elnökévé. Még ebben a hónapban a NAVIGATOR Investments Zrt. SYNERGON Nyrt-ben meglévő részesedése, korábbi értékpapír-kölcsön ügyletek zárása eredményeként 15,85%-ról (1.473.991 db) 8,33%-ra (774.549 db) csökkent.
2013 novemberében a SYNERGON Informatika Nyrt. Igazgatótanácsa jóváhagyta a Társaság 100 százalékos tulajdonában álló SYNERGON Softcon Kft. teljes üzletrészének értékesítését az SDA DMS Zrt., mint vevő részére.
2013. december 9-én a Társaság közgyűlése az Igazgatótanács tagjává választotta Papp Csabát és Pap-Józsa Dávidot.
2013. december 31-én a november elindított működést racionalizáló folyamat részeként a SYNERGON bejelentette, hogy megkezdte a korábban felvásárolt és időközben átértékelt vagyonelemek értékesítését. A SYNERGON vezetésének döntése szerint 2013. december 30-án megkötött szerződéssel a SYNERGON Informatika Nyrt. eladta a 100 százalékos tulajdonában álló Adatvilág Kft-t (amelynek tulajdonában áll az NK Services Magyarország Kft.-ben 90%-os részesedést és 100%-os befolyást biztosító üzletrész, valamint a Wiera Zrt-ben 50%-os befolyást biztosító részesedés, továbbá a GPSCOM Kft-ben 30%-os befolyást biztosító üzletrész) – a CENTERDATA Zrt-nek (2092 Budakeszi, Fő út 155.; cjsz.: 13-10-041348). A fenti tranzakciót megelőzően megkötött szerződések alapján a Synergon Informatika Nyrt. kizárólagos tulajdonába kerültek az Adatvilág Kft-től az M1-94 Innovációs Kft. és az M1-94 Park Kft. 100%-os befolyást biztosító üzletrészei, amely társaságok kizárólagos tulajdonát képezik a Synergon-csoport által a 2013. év elején megkezdett adatparki beruházás helyszíneit képező ingatlanok. Az Adatvilág Kft. értékesítésével egyidejűleg megkötött szerződés alapján a SYNERGON Informatika Nyrt. 100 százalékos tulajdonában álló SYNERGON Outsource Kft. értékesíti az általa birtokolt Nav-Invest Kft.-t (amelynek tulajdonát képezik a Navigátor Zrt. és – ez utóbbi társaság útján – a Vilati Zrt. társaságok) – a CENTERDATA Zrt.-nek.Az értékesítéssel a SYNERGON Csoport mérlegében lévő kötelezettségek (lízingek és egyéb finanszírozások) – 2013. szeptember 30-i értéken számítva – összesen 2,3 milliárd forint értékben kerülnek ki a cégcsoport konszolidált mérlegéből. A fenti tranzakciókkal egyidejűleg megkötött szerződések alapján a SYNERGON Informatika Nyrt. tulajdonába kerül a Game Server Invest Kft. (8500 Pápa, Huszár ltp 4/A. III. em. 2.; cjsz.: 19-09-515448) 100%-os befolyást biztosító (743.900.000,- Ft névértékű) üzletrésze és annak leányvállalata a Közlinform Kft. (3531 Miskolc, Kiss Ernő utca 19.; cjsz.: 05-09-024974) 100%-os befolyást biztosító (413.500.000,-Ft névértékű) üzletrésze, továbbá az ügylet révén a SYNERGON Outsource Kft. tulajdonába kerül az ITSSM Informatikai Kft.(4400 Nyíregyháza, Szabadság tér 5. fszt. 3.; cjsz.: 15-09-080046) 100%-os befolyást biztosító (420.500.000,- Ft névértékű) üzletrésze.
A portfolio tisztítással egyidőben az Adatvilág Kft. a Synergon Informatika Nyrt-vel 2013. április 3-án kötött kölcsönszerződés alapján kapott 500.000 db SYNERGON Informatika Nyrt. (SYNERGON) részvényt a mai napon a Synergon Informatika Nyrt. részére visszaadta, így a korábbi értékpapír-kölcsön ügylet zárása eredményeként a Synergon Informatika Nyrt. saját részvény állománya 10,99%-ról (1.022.150 db) 16,36%-ra (1.522.150 db) emelkedett. A NAVIGATOR Investments Zrt. Synergon Nyrt-ben meglévő részesedése, tőzsdén kívüli ügyletek alapján 8,32%-ról (774.549 db) 4,29%-ra (399.549 db) csökkent. A RUPEXA Limited Synergon Nyrt-ben meglévő részesedése, tőzsdén kívüli ügyletek alapján 10,05%-ról (934.979 db) 6,02%-ra (559.979 db) csökkent.
2014 januárjában Gansperger Gyula lemondott az Igazgatótanácsban betöltött elnöki pozíciójáról. Az Igazgatótanács elnöknek választotta Dobos Attila vezérigazgatót
2015 szeptemberében a cég csődeljárást kezdeményezett maga ellen, azon indoklással, hogy az egyik leányvállalata csőbe került és ez az egész cégcsoport létét bizonytalanná tette.
2016 januárjában végleg eldőlt, hogy a céget kivezetik a Budapesti Értéktőzsdéről, ez egyes vélemények szerint nem volt más mint pénzkimentés a vállalatból a menedzsment által.
2018-ban zártkörű részvénytársasággá alakult a vállalat.